# Jewgeni Nemytow
Jewgeni Nemytow (russisch Евгений Немытов; * 1930; † Januar 1982 in Moskau) war ein sowjetischer Radrennfahrer und nationaler Meister im Radsport.

## Sportliche Laufbahn
Nemytow war Straßenradsportler. Von 1951 bis 1954 war er Mitglied der Mannschaften, die die nationalen Titel im Mannschaftszeitfahren gewannen.
Die Internationale Friedensfahrt bestritt er 1954 und wurde beim Sieg von Eluf Dalgaard 13. der Gesamtwertung. 1955 schied er aus dem Rennen aus. 1957 wurde er Zweiter der UdSSR-Rundfahrt, in der er zwei Etappen gewinnen konnte. Er startete für den Armeesportklub ZSKA Moskau. 